# Melonycteris
Melonycteris är ett släkte av däggdjur. Melonycteris ingår i familjen flyghundar.
Det vetenskapliga släktnamnet är sammansatt av de grekiska orden melanos (svart) och nikteris (fladdermus).

## Beskrivning
Dessa flyghundar förekommer på öar i Sydostasien och Oceanien. De hittas bland annat på Bismarckarkipelagen och på Salomonöarna. Observationen gjordes i skogar och i odlade områden.
Arterna når en kroppslängd (huvud och bål) av 8 till 10,5 cm och saknar svans. Underarmarnas längd som bestämmer djurets vingspann är 4 till 6,5 cm och vikten varierar mellan 25 och 61 gram. Pälsens färg är beroende på art, oftast förekommer brun, svart, grå och orange. Melonycteris melanops har en klo vid andra tån av bakfoten. Släktet skiljer sig även i detaljer av tändernas konstruktion från närbesläktade flyghundar.
Det är inte känt var individerna vilar. De äter pollen, nektar och frukternas juice. Honor av Melonycteris woodfordi kan troligen para sig hela året och de andra parar sig troligen mellan juni och augusti.
Alla tre arter listas av IUCN som livskraftig (LC).

## Taxonomi
Kladogram enligt Catalogue of Life:
| Melonycteris | \| \| Melonycteris aurantius \| \| \| \| \| \| Melonycteris melanops \| \| \| \| \| \| Melonycteris woodfordi \| \| \| \| |
|              | \| \| Melonycteris aurantius \| \| \| \| \| \| Melonycteris melanops \| \| \| \| \| \| Melonycteris woodfordi \| \| \| \| |
|              | Melonycteris aurantius |
|              | |
|              | Melonycteris melanops |
|              | |
|              | Melonycteris woodfordi |
|              | |

Wilson & Reeder (2005) och IUCN räknar Melonycteris aurantius som underart till Melonycteris woodfordi. Dessutom listar de ytterligare en art i släktet, Melonycteris fardoulisi.